# Hanene Ourfelli
Hanene Al-Orfelli (còn Hanene Ourfelli, tiếng Ả Rập: حنان الورفلي; sinh ngày 8 tháng 1 năm 1986) là một vận động viên cử tạ người Tunisia. Ourfelli đại diện Tunisia tại Thế vận hội Mùa hè 2008 ở Bắc Kinh, nơi cô thi đấu cho hạng cân trung bình nữ (63 kg). Ourfelli xếp thứ 16 trong nội dung này, khi cô nâng thành công 80   kg trong cử giật chuyển động đơn, và nâng được 95 kg trong cử đẩy, với tổng số 175   Kilôgam.